# 寺田池
寺田池（てらだいけ）は、兵庫県加古川市平岡町新在家にあるため池である。2010年（平成22年）3月25日に農林水産省のため池百選に選定された。

## 概要
893年（寛平5年）に造営された農業用ため池で、築造当時は水量は豊富であったが、上流域の開墾や周辺のため池の造営により流入水が減少し、1658年（万治元年）に一級河川加古川水系から疏水百選に選定されている寺田用水を開削した。
また、1903年（明治36年）に堰堤の嵩上げが行われたが昭和の中頃には一時期枯渇し、一部兵庫大学の用地に造成され2005年（平成17年）から2009年（平成21年）に再整備がなされ、周辺の親水公園や灌漑に活用されている。

### 寺田用水と曇川
江戸時代に明石藩・姫路藩による新田開発に伴い印南野南部では水不足に陥ったため、1663年（寛文3年）に曇川を水源とする寺田用水を完成させた。さらに1672年（寛文12年）に寺田用水から分岐する高畑分水が開削し下ノ池などが造られ、1676年（延宝4年）には北野分水も引かれた。しかし、曇川の上流でその水源となる満溜池に給水する入ヶ池は寺田用水完成の前年に造られた千波池へも給水しており慢性的な水不足は解消されず、1680年（延宝8年）に加古大池に草谷川から加古大溝を引き込み、流路を1676年（延宝4年）に完成していた満溜池に隣接する長府池まで延伸するなどの調整が続けられた。

明治時代になり綿花が重要な輸出品となったことで綿花栽培が盛んになり再び水不足となったため、1891年（明治24年）に淡河疎水が引かれ加古大溝・加古大池が淡河疎水加古支線の一部に組み込まれ、入ヶ池も淡河疎水天満支線となり水量も安定したが、昭和になると農業の近代化・大規模化が進み取水量が増え、またしても水不足気味となった。これを改善したのが1991年（平成3年）に完成した東播用水で、淡河疎水を経て曇川・寺田用水を潤している。

## 自然・保全運動
2003年（平成15年）9月27日「寺田池協議会」と、水棲生物や野鳥の観察会を行うボランティア団体「平岡・寺田池を語る会」が設立され、環境保全を行っている。
池には、日本では減少傾向にあるガガブタをはじめ冬季には渡り鳥の越冬地等多くの動植物が生息している。

## アクセス

### 道路
- 兵庫県道383号八幡別府線県立農業高校前
- 兵庫県道381号野谷平岡線幸竹

### 公共交通機関
- 山陽本線東加古川駅